# Рейес, Эстебан
Эстебан (Пахарито) Рейес Гонсалес (исп. Esteban 'Pajarito' Reyes Gonzalez; 22 июля 1913, Контепек, Мичоакан — 19 марта 2014, Мехико) — мексиканский теннисист и теннисный тренер, отец Росы Марии Рейес (Дармон). Член сборной Мексики в Кубке Дэвиса, а в дальнейшем тренер многих ведущих теннисистов Мексики.

## Спортивная карьера
Эстебан Рейес родился в 1913 году в Контепеке (штат Мичоакан) в семье Николаса Рейеса Чавеса и Каталины Гонсалес. Когда семья перебралась в Мехико, Эстебан и его братья нашли работу в качестве подавальщиков мячей в местном теннисном клубе. Именно там Эстебан заинтересовался теннисом. Они с братьями играли самодельными ракетками на импровизированном корте рядом с домом, и вскоре Эстебан, прозванный «Пахарито» («Птичка»), выиграл один за другим два турнира среди работников теннисных клубов. Его карьера едва не прервалась в самом начале из-за этих побед, поскольку он как «профессионал» был на год отстранён от участия в любительских турнирах, но сразу же по окончании дисквалификации он выиграл в 1932 году юношеский чемпионат Мексики, показав, что не намерен уходить из спорта.
На следующий год Рейес выиграл круговой турнир, проводившийся Ассоциацией тенниса Мексики для того, чтобы определить состав национальной сборной на матч против команды США в Кубке Дэвиса. В матче Кубка Дэвиса он уступил американцу Клиффу Саттеру, но вскоре после этого реабилитировался, выиграв Международный чемпионат Монтеррея. В финале в Монтеррее он обыграл техасского теннисиста Мартина Баксби. Два года спустя Рейес стал первым мексиканцем, взявшим очко в матче со сборной США (обыграв Джина Мако), и завоевал серебряную медаль Игр Центральной Америки и Карибского бассейна в Сан-Сальвадоре, проиграв в финале кубинцу Рикардо Моралесу.
В 1936 году Эстебан Рейес взял в жёны Эрлинду Дельгадо. От этого брака родились трое детей — Эстебан-младший, Роса Мария и Патрисия. Все трое в дальнейшем успешно выступали на теннисных кортах, в особенности Роса Мария, выигравшая чемпионат Франции в паре с Йолой Рамирес. Пахарито продолжал выступать за сборную Мексики в Кубке Дэвиса до 1937 года и выиграл за карьеру несколько национальных титулов в парном разряде с Даниэлем Эрнандесом (с которым также стал победителем Игр Центральной Америки и Карибского бассейна 1938 года) и Эухенио Тапией. Он завершил игровую карьеру в 1941 году.
После окончания активных выступлений Эстебан Рейес стал теннисным тренером. С 1942 по 1956 год он занимал пост капитана сборной Мексики в Кубке Дэвиса. Он тренировал не только собственных детей, но и других ведущих мексиканских теннисистов 50-х и 60-х годов: Хоакина Лойо-Майо, который стал его приёмным сыном и был им отправлен учиться в США, Рафаэля Осуну, Антонио Палафокса, Имельду Рамирес и Кармелиту Кристлиб. Рейес продолжал тренировать до 94-летнего возраста, у него занимались политики, дипломаты и деятели искусства. Он умер в марте 2014 года в возрасте ста лет.